# John-Jason Peterka
John-Jason „J. J.“ Peterka (* 14. Januar 2002 in München) ist ein deutscher Eishockeyspieler, der seit Juni 2025 bei den Utah Mammoth aus der National Hockey League (NHL) unter Vertrag steht und dort auf der Position des rechten Flügelstürmers zum Einsatz kommt. Im NHL Entry Draft 2020 wurde Peterka an 34. Stelle von den Buffalo Sabres ausgewählt, für die er in der Folge vier Spielzeiten aktiv war.

## Karriere
Der in der bayerischen Landeshauptstadt München geborene Peterka hatte seine Anfänge im Eishockey beim EHC München, später spielte er in der U16-Mannschaft des EC Bad Tölz, bis er an die RB Hockey Academy nach Salzburg wechselte. Dort spielte er unter anderem in der Erste Bank Juniors League (EBJL), die U18-Juniorenliga der Erste Bank Eishockey Liga (EBEL) und in den tschechischen U18- und U19-Extraligen. In der ersten Saison in der EBJL verbuchte der erst 16-jährige Peterka in nur 13 Spielen 45 Scorerpunkte. In den darauffolgenden Playoffs punktete er 19-mal in sieben Spielen, sodass er maßgeblich dazu beitrug, dass die Juniorenmannschaft des EC Red Bull Salzburg Meister der Saison 2017/18 wurde. In der folgenden Saison lief er ebenfalls für die RB Hockey Academy auf und wurde in der tschechischen U19-Liga mit 94 Scorerpunkten, darunter 45 Tore, in 48 Spielen Topscorer des Teams und der gesamten Liga.
Im Sommer 2019 wurde er vom EHC Red Bull München unter Vertrag genommen. Durch seine guten Leistungen in der Deutschen Eishockey Liga (DEL) und der Champions Hockey League gehört er bei der Mannschaft unter Don Jackson zum Stammpersonal, so verzeichnete er in der Saison 2019/20 elf Scorerpunkte in 42 Partien. Anschließend wurde er in der zweiten Runde des NHL Entry Draft 2020 an 34. Stelle von den Buffalo Sabres berücksichtigt. Im selben Jahr wählten ihn die London Knights in der ersten Runde des CHL Import Drafts als insgesamt 55. Spieler aus, kamen wegen der Rechte der Sabres jedoch nicht zum Zuge. Mit Beginn der Spielzeit 2020/21 spielte der Angreifer leihweise beim EC Red Bull Salzburg in der EBEL, kehrte jedoch im Verlauf nach München zurück und verzeichnete in 30 Ligaspielen 20 Punkte.
Im Juni 2021 statteten ihn die Buffalo Sabres mit einem auf drei Jahre befristeten Einstiegsvertrag aus, bevor er zu Beginn der Saison 2021/22 vorerst im Farmteam der Sabres, den Rochester Americans, in der American Hockey League (AHL) eingesetzt wurde. Zum Jahresende 2021 wurde der Stürmer dann erstmals in Buffalos Aufgebot beordert, nachdem er in der AHL bis dato in 23 Saisonspielen 20-mal gepunktet hatte. In Buffalo bestritt er letztlich zwei Partien in der National Hockey League (NHL) und verbrachte das restliche Spieljahr in der AHL, wo er mit 68 Punkten aus 70 Spielen bester Scorer der Americans wurde und sich unter den zehn besten Punktesammlern der AHL platzierte. Zur Spielzeit 2022/23 schaffte der Stürmer den Durchbruch in Nordamerika und etablierte sich im NHL-Kader der Sabres. Unter allen Rookies belegte er mit seinen 32 Scorerpunkten den zehnten Platz in dieser Wertung. Kurz vor dem NHL Entry Draft 2025 wurde Peterka Ende Juni von den Buffalo Sabres im Tausch für Michael Kesselring und Josh Doan zu den Utah Mammoth transferiert. Bei den Mammoth erhielt er einen Fünfjahresvertrag mit einem Jahresgehalt von 7,7 Millionen US-Dollar.

### International
Bereits seit der Altersklasse U16 steht Peterka im Kader der deutschen Junioren-Nationalmannschaft. Das erste internationale Turnier bestritt er bei der U18-Junioren-Weltmeisterschaft der Division IA 2019 im französischen Grenoble. Dort erreichten die deutsche Mannschaft und Peterka, der mit acht Scorerpunkten einen großen Beitrag dazu leistete, den Wiederaufstieg in die Top-Division. Ein Jahr später vertrat er die deutsche U20-Auswahl bei der U20-Junioren-Weltmeisterschaft 2020 in Tschechien. Dort war er mit vier Toren hinter Dominik Bokk zweitbester Torschütze und mit sechs Punkten in sieben Spielen auch zweitbester Scorer der deutschen Mannschaft, womit er maßgeblichen Anteil am Klassenerhalt hatte. Bei der U20-Junioren-Weltmeisterschaft 2021 stand er ebenfalls im deutschen Aufgebot, das mit dem sechsten Platz das beste Ergebnis seit 1981 erzielte. Peterka verzeichnete dabei zehn Scorerpunkte und wurde somit (gemeinsam mit Tim Stützle) Topscorer seiner Mannschaft.
Im Rahmen der Weltmeisterschaft 2021 gab Peterka sein Debüt für die A-Nationalmannschaft seines Heimatlandes und belegte dort mit ihr den vierten Platz. Zwei Jahre später war Peterka maßgeblich am Gewinn der Silbermedaille bei der Weltmeisterschaft 2023 beteiligt. Mit zwölf Scorerpunkten war er bester deutscher Scorer und drittbester des gesamten Turniers. Folglich wurde er als bester Stürmer der Welttitelkämpfe ausgezeichnet und ins All-Star-Team berufen.

## Erfolge und Auszeichnungen
- 2018 EBJL-Meister mit der RB Hockey Academy
- 2018 Topscorer der EBJL-Playoffs
- 2022 AHL All-Rookie Team

### International
- 2019 Aufstieg in die Top-Division bei der U18-Junioren-Weltmeisterschaft der Division IA
- 2023 Silbermedaille bei der Weltmeisterschaft
- 2023 Bester Stürmer der Weltmeisterschaft
- 2023 All-Star-Team der Weltmeisterschaft

## Karrierestatistik

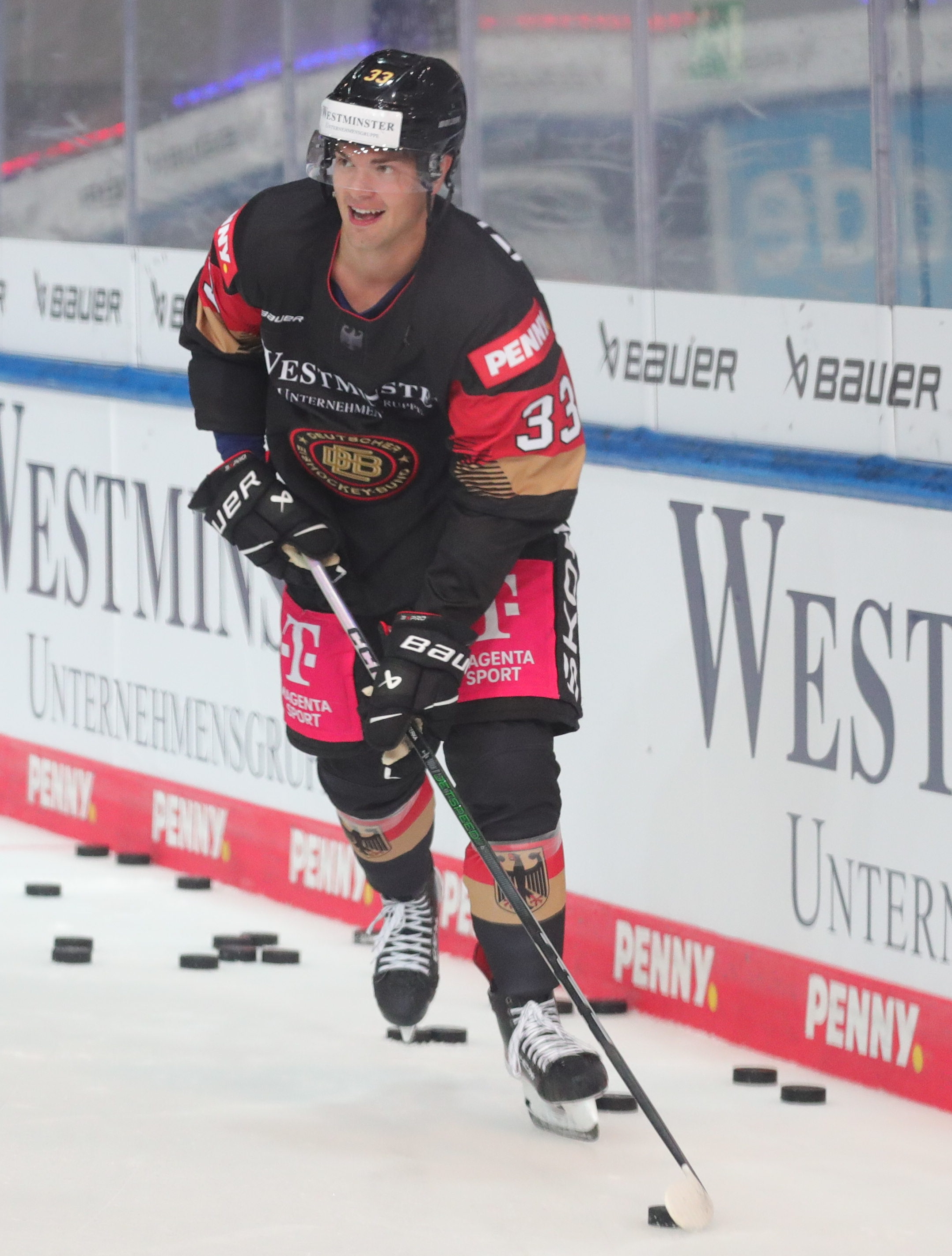
Peterka im Trikot der deutschen Nationalmannschaft (2023)

Stand: Ende der Saison 2024/25

### International
Vertrat Deutschland bei:
| - U18-Weltmeisterschaft der Division IA 2019 - U20-Weltmeisterschaft 2020 - U20-Weltmeisterschaft 2021 | - Weltmeisterschaft 2021 - Weltmeisterschaft 2023 - Weltmeisterschaft 2024 |

(Legende zur Spielerstatistik: Sp oder GP = absolvierte Spiele; T oder G = erzielte Tore; V oder A = erzielte Assists; Pkt oder Pts = erzielte Scorerpunkte; SM oder PIM = erhaltene Strafminuten; +/− = Plus/Minus-Bilanz; PP = erzielte Überzahltore; SH = erzielte Unterzahltore; GW = erzielte Siegtore; 1 Play-downs/Relegation; Kursiv: Statistik nicht vollständig)